# Таганрізька округа
Таганрізька окру́га — історичний регіон розселення українців, адміністративно-територіальна одиниця Донецької губернії УСРР, передана Південно-Східній області РРФСР (з листопада 1924 — Північно-Кавказького краю), існувала в 1923-1929.

## Історія
Таганрізьку округу було утворено в 1923 року в складі Донецької губернії Української СРР. Центром округи було призначено місто Таганріг. 

### Адміністративний поділ
Таганрізька округа склададася з 9 районів: 
- Амвросіївський,
- Голодаївський,
- Дмитріївський,
- Катеринівський,
- Краснолуцький,
- Матвієво-Курганський,
- Миколаївський,
- Совєтинський,
- Федорівський.

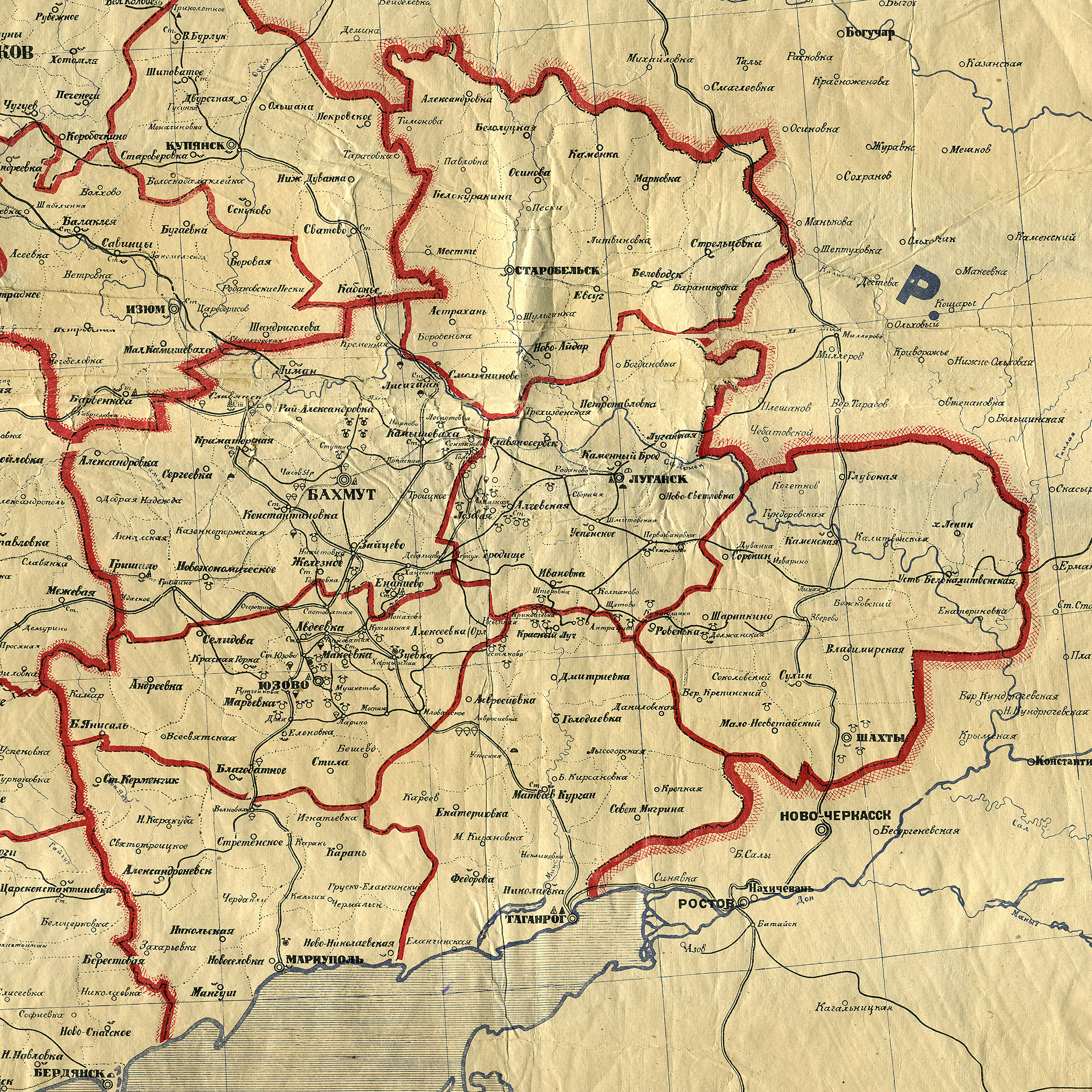
Карта Таганрізької округи у складі Донецької губернії, 1923

### Передача до РСФРР
У жовтні 1925 частина Таганрізької округи відійшла до Південно-Східної області РРФСР. Амвросіївський район передано до Сталінської округи, а Краснолуцький й Дмитріївський райони передано до Луганської округи. Катеринівський район було скасовано й частково передано до Федорівського району Таганрізької округи й частково передано до Сталінської округи.
За даними на 1926 округу поділено на 5 районів: 
- Голодаєвський,
- Матвієво-Курганський,
- Миколаївський,
- Совєтинський,
- Федорівський.

Райони ділилися на 72 сільради.
4 березня 1929 року Таганрізьку округу було включено до складу Донської округи, а Таганріг став новим окружним центром (замість Ростова-на-Дону).

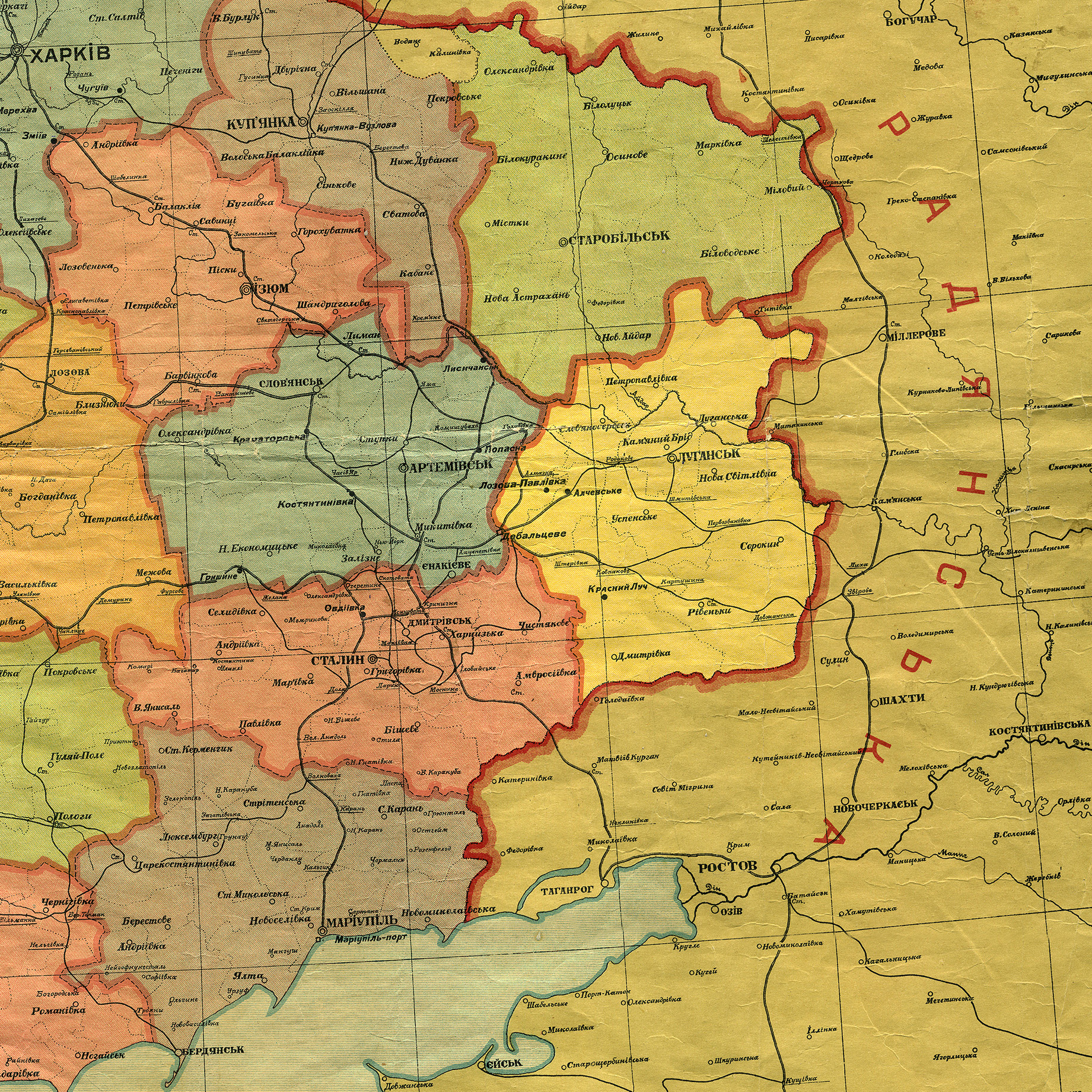
Карта колишньої Таганрізької округи у складі РСФРР, адміністративні межі станом на 1 жовтня 1925
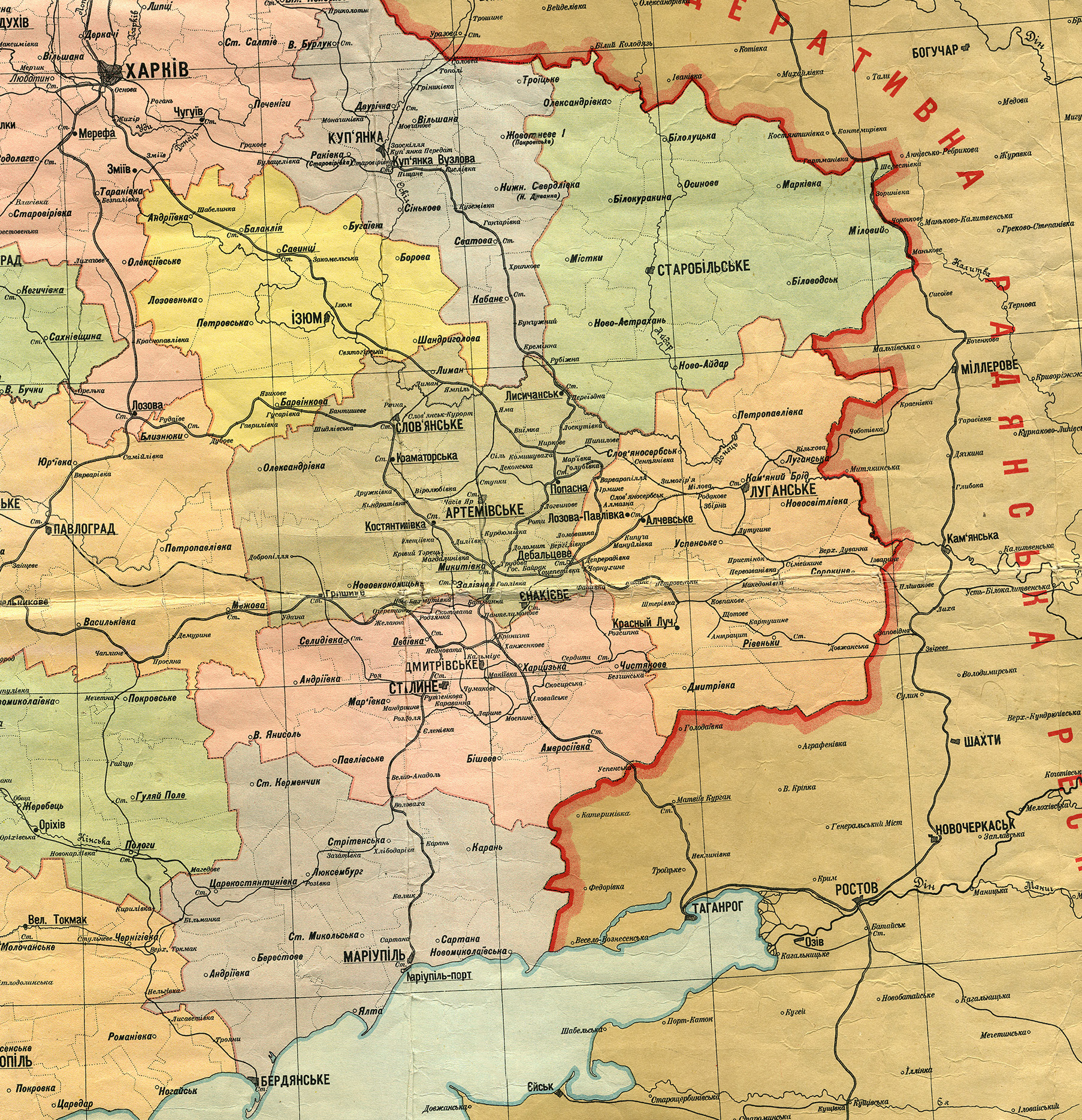
Карта колишньої Таганрізької округи у складі РСФРР, адміністративні межі станом на 1 березня 1927

## Керівники округи

### Відповідальні секретарі окружного комітетуКП(б)У
- Муравник Яків Матвійович .03.1923—1924
- Корнєєв Ілля Ілліч 1924—.09.1924
- Москатов Петро Георгійович .09.1924—.01.1927
- Захаров Степан Степанович .01.1927—.12.1927
- Гикало Павло Федорович 3.03.1928—25.01.1929

### Голови окружного виконавчого комітету
- Глушко Ф. М. 1923—1923
- Прокоф'єв Борис Григорович[4] 1923—.10.1923
- Лісовик Олександр Григорович .10.1923—.08.1924
- Прокоф'єв Борис Григорович 1924—1925 ?
- Зявкін Федір Михайлович 1925—11.05.1928
- Новиков І. Ф. .05.1928—.10.1928
- Мелькумов Георгій Мойсейович .12.1928—25.01.1929

## Населення
Населення округи в 1926 становило 267,5 тис. осіб. З них українці — 71,7 %; росіяни — 22,0 %; німці — 3,2 %, євреї — 1,0 %.